# 닉 스워드슨
닉 스워드슨(Nick Swardson, 1976년 10월 9일 ~ )은 미국의 배우이자 희극인이다.

## 출연 작품
- 넌 실수였어 - 네이트 역